# Ivan Svitlîcinîi
Ivan Oleksiiovîci Svitlîcinîi (în ucraineană Іва́н Олексі́йович Світли́чний; n. 20 septembrie 1929, Polovînkîne, Raionul Starobilsk, RSS Ucraineană, URSS – d. 25 octombrie 1992, Kiev, Ucraina) a fost un poet ucrainean, critic literar și disident sovietic⁠(d).

## Biografie
Ivan Svitlîcinîi s-a născut la 20 septembrie 1929 în Polovîkino, regiunea Luhansk, în familia unor fermieri.
În 1952 a absolvit facultatea de filologie a Universității din Harkiv⁠(d). În 1954 a obținut doctoratul la Institutul de Literatură „Șevcenko” din Kiev. Din 1954 până în 1965 a lucrat ca redactor la revista literară „Dnepr”.
Svitlîcinîi s-a împrietenit cu Vasîl Sîmonenko⁠(d) și l-a ajutat să-și promoveze poeziile în samizdat (literatură tipărită clandestină) și magnitizdat⁠(d) (înregistrări audio clandestine). Creația lui Svitlîcinîi a fost tradusă în rusă de către disidentul Iuli Daniel⁠(d).
La începutul anilor 1960, Svitlîcinîi a fost unul dintre fondatorii Clubului Tineretului Creativ din Kiev. Acest club al intelectualilor ucraineni de stânga era urmărit îndeaproape de KGB-ul ucrainean. În august 1965 Svitlîcinîi a fost arestat pentru implicarea sa în club și a fost închis timp de un an într-un lagăr de muncă.
În ianuarie 1971, Svitlîcinîi și alți 18 oameni au fost arestați în legătură cu cazul lui Iaroslav Doboș – un belgian de 24 de ani de origine ucraineană, care fusese recrutat de o organizație naționalistă ucraineană pentru a distribui literatură anticomunistă în Ucraina. Svitlîcinîi era unul dintre principalele contacte ale lui Doboș. El a fost condamnat la șapte ani de muncă silnică și cinci ani de exil. Și-a ispășit sentința în lagărul de muncă Perm-35.

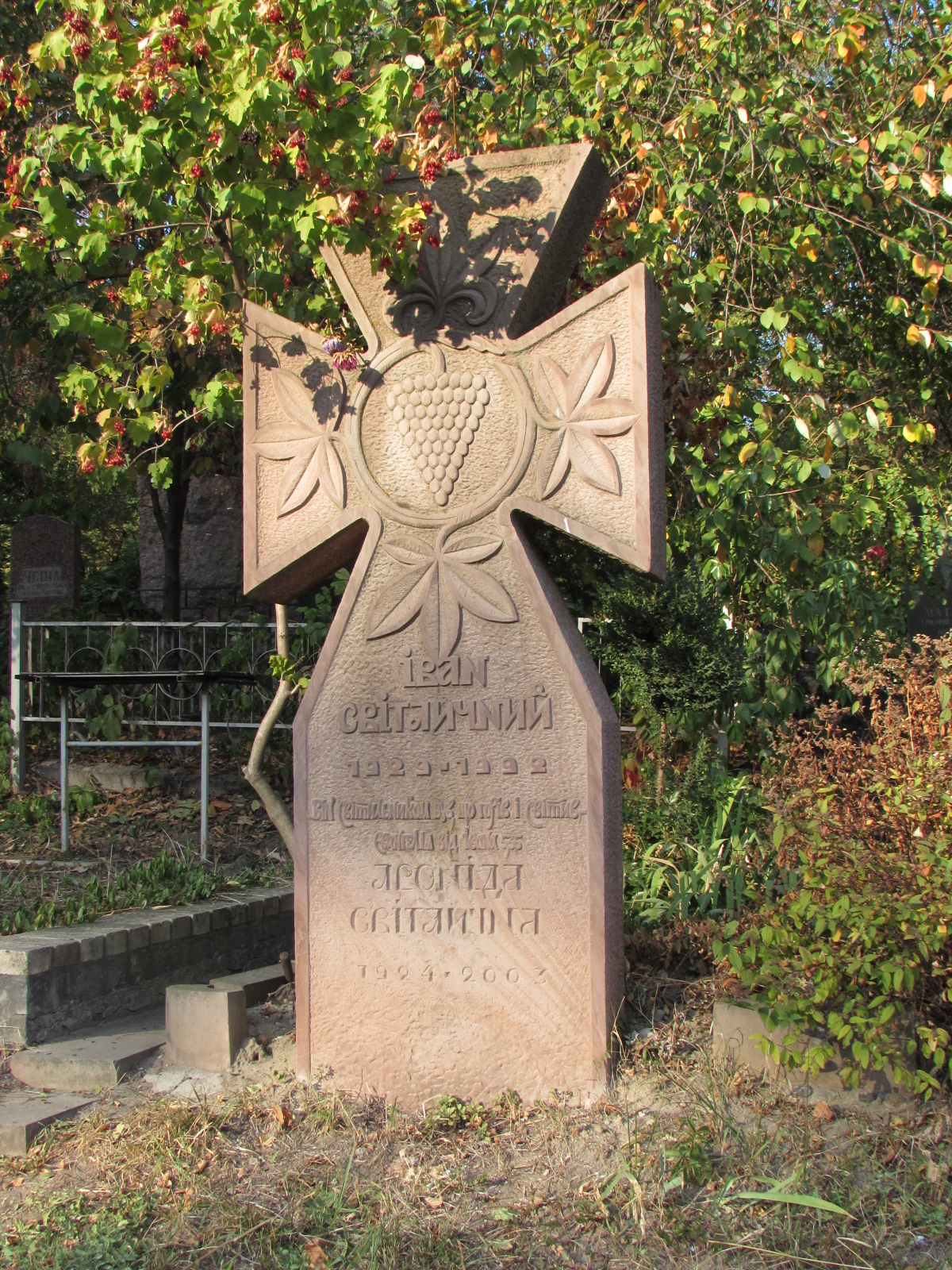
Mormântul lui Svitlîcinîi în

În 1977, Andrei Saharov a inclus numele lui Svitlîcinîi într-un apel adresat lui Jimmy Carter.
Eliberarea lui Svitlîcinîi a venit în ianuarie 1983. S-a întors într-o stare gravă de sănătate, suferind un accident vascular cerebral în timpul aflării în lagărul de prizonieri. A rămas paralizat în ultimii trei ani ai vieții, nefiind capabil să se miște sau să vorbească.
Ivan Svitlîcinîi a murit la 25 octombrie 1992. A fost înmormântat la Kiev, în cimitirul Baikove⁠(d).
Svitlîcinîi a devenit membru al PEN Clubului Internațional în 1978 și al Uniunii Scriitorilor din Ucraina în 1990. În 1989, Svitlîcinîi a primit premiul „Vasîl Stus”⁠(d). În 1994 i s-a acordat post-mortem Premiul Național „Taras Șevcenko”⁠(d).
Svitlîcinîi a fost fratele disidentei și activistei pentru drepturile omului Nadiia Svitlîcina⁠(d).